# 3952-es busz
A 3952-es jelzésű autóbuszvonal egy Tiszaújváros és Hajdúnánás között közlekedő helyközi járat, amelyet a Volánbusz Zrt. üzemeltet Polgár érintésével.

## Útvonala
Tiszaújváros autóbusz-állomásról indul. A 35-ös főútra hajt ki, minden esetben érinti a MOL Petrolkémiánál található autóbusz-várótermet. A Tiszát keresztezi, majd Polgár felé kanyarodik. Ezt követően a 36-os főúton halad tovább, néhány indítás Újtikos községet is érinti. Dankótanya és Józsefháza határán elsuhanva következik Tiszavasvári. A szabolcsi városban letér az 50 kilométeres szakaszról, Hajdúnánás Tedej településrésze irányába robog tovább. A gyógyfürdős városnak az autóbusz váróterméig közlekedik a legtöbb járat. Egy-kettő a város Ipari terület megállójához kitér. A vonal végállomásáig, a hajdúnánási gyógyfürdőt mindössze egy darab, helyi járati jellegű érinti, a váróteremtől indul egyetlen alkalommal.
Ellentétes irányban legközelebb az Ipari területtől közlekedik szóló, változatlan útvonalon.

## Közlekedése
| Útvonala                                            | Indításszáma    | Közlekedése                  |
| --------------------------------------------------- | --------------- | ---------------------------- |
| Tiszaújváros, aut. áll. – Hajdúnánás, aut. vt.      | 3 oda, 2 vissza | munkanapokon                 |
| Tiszaújváros, aut. áll. – Hajdúnánás, aut. vt.      | 3 pár           | hétvégén                     |
| Hajdúnánás, aut. vt. ➝ Hajdúnánás, gyógyfürdő       | 1 oda           | vasárnap (VI. 1 – VIII. 31.) |
| Hajdúnánás, ipari terület ➝ Tiszaújváros, aut. áll. | 1 oda           | munkanapokon                 |

## Megállóhelyei
| 0                                     | Tiszaújváros, autóbusz-állomás végállomás           | 0.0 km  | 1, 1A, 2, 3 1055, 1374, 1426, 1427, 1428 3731, 3733, 3737, 3739, 3744, 3745, 3752, 3960, 3963, 3965, 3966, 3967, 3968, 3969, 3970, 3971, 3974, 3975, 4008, 4009, 4240, 4241, 4484 |
| Naponta 1 indítás érinti.             |                                                     |         | |
| ∫                                     | Tiszaújváros, művelődési ház                        | ∫       | 2, 3 3731, 3733, 3737, 3739, 3744, 3745, 3960, 3963, 3965, 3966, 3968, 3970, 3971, 3975, 4008, 4240, 4241, 4484                                                                   |
| Naponta 1 indítás nem érinti.         |                                                     |         | |
| 1                                     | Tiszaújváros, bejárati út                           | 0.9 km  | 2 1369, 1370, 1372, 1410, 1426, 1427, 1428, 1450 3731, 3733, 3737, 3739, 3744, 3745, 3960, 3963, 3964, 3965, 3966, 3968, 3970, 3971, 3975, 4008, 4240, 4241, 4484                 |
| 2                                     | Tiszaújváros, MOL autóbusz-váróterem                | 2.2 km  | 1450 3731, 3733, 3737, 3745, 3960, 3963, 3964, 3965, 3966, 3968, 3970, 3971, 3975, 4008, 4240, 4484                                                                               |
| 3                                     | Tiszaújváros, bejárati út                           | 3.5 km  | 2 1369, 1370, 1372, 1410, 1426, 1427, 1428, 1450 3731, 3733, 3737, 3739, 3744, 3745, 3960, 3963, 3964, 3965, 3966, 3968, 3970, 3971, 3975, 4008, 4240, 4241, 4484                 |
| 4                                     | Tiszaújváros, Volán-telep                           | 4.3 km  | 2 1369, 1370, 1372, 1410, 1450 3739, 3960, 3963, 3964, 3965, 4008, 4240, 4241, 4484                                                                                               |
| 5                                     | Tiszaújváros, Dózsa György utca                     | 5.4 km  | 3 1369, 1450 3960, 3963, 3964, 3965, 4008, 4240, 4484 |
| 6                                     | Tiszapart városrész, elágazás                       | 7.3 km  | 2 1369, 1370, 1372, 1410, 1450 3739, 3960, 4240, 4241, 4484 |
| 7                                     | Tiszaújváros, Tiszagát őrház                        | 9.1 km  | 1369, 1450 3739, 3960, 4240, 4241, 4484 |
| 8                                     | Polgár, tanyák                                      | 11.2 km | 1369, 1450 3739, 3960, 4240, 4241, 4484 |
| 9                                     | Polgár, strandfürdő                                 | 12.1 km | 1369, 1370, 1450 3739, 3960, 4240, 4241, 4484 |
| 10                                    | Polgár, autóbusz-váróterem                          | 13.3 km | 1055, 1369, 1370, 1372, 1373, 1374, 1410, 1426, 1427, 1428, 1450 3739, 3960, 4240, 4241, 4463, 4482, 4484, 4488                                                                   |
| 11                                    | Polgár, nyíregyházi útelágazás                      | 14.4 km | 1055, 1370, 1426, 1427 4240, 4241 |
| 12                                    | Polgár, Tanyi-tanya                                 | 15.3 km | 4240, 4241 |
| 13                                    | Újtikos elágazás                                    | 21.2 km | 1370, 1426, 1427 4240, 4241 |
| Munkanapokon 4 indítás érinti.        |                                                     |         | |
| ∫                                     | Újtikos, vasúti átjáró                              | ∫       | 4240, 4241 |
| ∫                                     | Újtikos, kultúrház                                  | ∫       | 4240, 4241 |
| ∫                                     | Újtikos, vasúti átjáró                              | ∫       | 4240, 4241 |
| 13                                    | Újtikos elágazás                                    | 21.2 km | 1370, 1426, 1427 4240, 4241 |
| 14                                    | Újtikos, csatornaőrház                              | 24.5 km | 1370 |
| 15                                    | Tiszavasvári, Dankótanya                            | 28.0 km | 1370 |
| 16                                    | Tiszavasvári, Józsefháza                            | 29.9 km | 1370, 1426, 1427 |
| 17                                    | Tiszavasvári, Haladás termelőszövetkezet            | 31.4 km | – |
| 18                                    | Tiszavasvári, Fazekas Mihály utca 2.                | 36.2 km | 1370, 1426, 1427 |
| 19                                    | Tiszavasvári, Városháza tér                         | 36.9 km | 1370, 1426, 1427 4240, 4244, 4467 |
| 20                                    | Tiszavasvári, posta                                 | 37.4 km | 1055, 1370, 1426, 1427 4240, 4244, 4467 |
| 21                                    | Tiszavasvári, iskola                                | 38.1 km | 1370, 1426, 1427 4240, 4244, 4467 |
| 22                                    | Tiszavasvári, Kabay János utca                      | 38.6 km | 4240, 4244, 4467 |
| 23                                    | Tiszavasvári, vasútállomás                          | 39.0 km | 4240, 4244, 4467 személyvonat – Tiszavasvári [109.] |
| 24                                    | Tiszavasvári, Nánási út                             | 39.7 km | 4240, 4244, 4467 |
| 25                                    | Hajdúnánás-Tedej, tehenészeti telep                 | 43.6 km | 4467 |
| 26                                    | Tedej                                               | 43.6 km | 4467 személyvonat – Tedej [109.] |
| 27                                    | Hajdúnánás, baromfitelep                            | 47.9 km | 4467 |
| 28                                    | Hajdúnánás, Tiszavasvári utca                       | 49.5 km | 4467 |
| 29                                    | Hajdúnánás, autóbusz-váróterem vonalközi végállomás | 50.3 km | 1369, 1428, 1446 4466, 4467, 4482, 4488, 4491 |
| A gyógyfürdőig közlekedő nem érinti.  |                                                     |         | |
| 30                                    | Hajdúnánás, Polgári út                              | 51.7 km | 1369 4466, 4482, 4488 |
| 31                                    | Hajdúnánás, ipari terület vonalközi végállomás      | 52.3 km | 1369 4466, 4467, 4488 |
| 32                                    | Hajdúnánás, Polgári út                              | 52.9 km | 1369 4466, 4482, 4488 |
| 33                                    | Hajdúnánás, autóbusz-váróterem vonalközi végállomás | 54.4 km | 1369, 1428, 1446 4466, 4467, 4482, 4488, 4491 |
| Csak a gyógyfürdőig közlekedő érinti. |                                                     |         | |
| 34                                    | Hajdúnánás, gyógyfürdő végállomás                   | 57.5 km | 1369, 1428 4466 |